# Sânkhenrê Souadjetou
Sânkhenrê Souadjetou est un potentiel roi de la XIIIe dynastie. 

## Attestations
Il n'est mentionné que sur le Canon royal de Turin, position 8.5, qui lui crédite trois ans et deux mois de règne.
Kim Ryholt propose que Sânkhenrê Souadjetou soit attesté sur la liste de Karnak sous un nom différent en raison d'une erreur de scribe. En effet, deux noms Souadjenrê (positions 38 et 57) et deux noms Snefer[...]rê (positions 45 et 56) sont inscrits sur cette liste mais Ryholt souligne que, dans chaque cas, seul un roi avec un tel prénom est connu, respectivement Souadjenrê Nebiryraou Ier et Seneferibrê Senousert IV. Ryholt propose donc que les deux noms restants fassent référence à Sânkhenrê Souadjetou et Sânkhenrê Montouhotepi. En effet, Ryholt note que w3ḏ (ouadj), nfr (nefer) et ˁnḫ (ânkh) se ressemblent en hiératique,.